# Mistrzostwa Europy w Kolarstwie Torowym 2024
15. Mistrzostwa Europy w Kolarstwie Torowym 2024 – zawody sportowe, które odbyły się w dniach 10 - 14 stycznia 2024 roku na welodromie hali Omnisport Apeldoorn w Holandii.

## Medaliści

### Mężczyźni
| Konkurencja                        | Złoto                                                                                        | Srebro                                                                                            | Brąz                                                                       | Źródło |
| ---------------------------------- | -------------------------------------------------------------------------------------------- | ------------------------------------------------------------------------------------------------- | -------------------------------------------------------------------------- | ------ |
| Sprint indywidualny                | Harrie Lavreysen                                                                             | Mateusz Rudyk                                                                                     | Michaił Jakowlew                                                           | [ 1 ]  |
| Sprint drużynowy                   | Holandia Jeffrey Hoogland · Harrie Lavreysen · Roy van den Berg · Tijmen van Loon            | Francja Florian Grengbo · Rayan Helal · Sébastien Vigier                                          | Polska Daniel Rochna · Mateusz Rudyk · Rafał Sarnecki · Maciej Bielecki    | [ 2 ]  |
| Wyścig indywidualny na dochodzenie | Daniel Bigham                                                                                | Charlie Tanfield                                                                                  | Rasmus Pedersen                                                            | [ 3 ]  |
| Wyścig drużynowy na dochodzenie    | Wielka Brytania Daniel Bigham · Ethan Hayter · Charlie Tanfield · Ethan Vernon · Oliver Wood | Dania Carl-Frederik Bévort · Tobias Hansen · Niklas Larsen · Rasmus Pedersen · Frederik Rodenberg | Włochy Davide Boscaro · Simone Consonni · Francesco Lamon · Jonathan Milan | [ 4 ]  |
| Keirin                             | Harrie Lavreysen                                                                             | Mateusz Rudyk                                                                                     | Stefano Moro                                                               | [ 5 ]  |
| Omnium                             | Ethan Hayter                                                                                 | Niklas Larsen                                                                                     | Fabio Van den Bossche                                                      | [ 6 ]  |
| 1000 m                             | Matteo Bianchi                                                                               | Daan Kool                                                                                         | Melvin Landerneau                                                          | [ 7 ]  |
| Wyścig punktowy                    | Niklas Larsen                                                                                | Sebastián Mora                                                                                    | Oscar Nilsson-Julien                                                       | [ 8 ]  |
| Scratch                            | Iúri Leitão                                                                                  | Tim Wafler                                                                                        | Tobias Hansen                                                              | [ 9 ]  |
| Wyścig eliminacyjny                | Tobias Hansen                                                                                | William Tidball                                                                                   | Jules Hesters                                                              | [ 10 ] |
| Madison                            | Niemcy Roger Kluge · Theo Reinhardt                                                          | Francja Thomas Boudat · Donavan Grondin                                                           | Dania Michael Mørkøv · Theodor Storm                                       | [ 11 ] |

### Kobiety
| Konkurencja                        | Złoto                                                                            | Srebro                                                                                   | Brąz                                                                                           | Źródło |
| ---------------------------------- | -------------------------------------------------------------------------------- | ---------------------------------------------------------------------------------------- | ---------------------------------------------------------------------------------------------- | ------ |
| Sprint indywidualny                | Emma Finucane                                                                    | Lea Friedrich                                                                            | Emma Hinze                                                                                     | [ 12 ] |
| Sprint drużynowy                   | Niemcy Lea Friedrich · Pauline Grabosch · Emma Hinze                             | Wielka Brytania Sophie Capewell · Emma Finucane · Katy Marchant · Lowri Thomas           | Holandia Kyra Lamberink · Hetty van de Wouw · Steffie van der Peet                             | [ 13 ] |
| Wyścig indywidualny na dochodzenie | Josie Knight                                                                     | Franziska Brauße                                                                         | Anna Morris                                                                                    | [ 14 ] |
| Wyścig drużynowy na dochodzenie    | Włochy Elisa Balsamo · Martina Fidanza · Vittoria Guazzini · Letizia Paternoster | Wielka Brytania Megan Barker · Josie Knight · Anna Morris · Jessica Roberts · Neah Evans | Niemcy Franziska Brauße · Lisa Klein · Lena Charlotte Reißner · Laura Süßemilch · Mieke Kröger | [ 15 ] |
| Keirin                             | Lea Friedrich                                                                    | Emma Finucane                                                                            | Hetty van de Wouw                                                                              | [ 16 ] |
| Omnium                             | Anita Stenberg                                                                   | Neah Evans                                                                               | Valentine Fortin                                                                               | [ 17 ] |
| 500 m                              | Katy Marchant                                                                    | Taky Marie-Divine Kouamé                                                                 | Pauline Grabosch                                                                               | [ 18 ] |
| Wyścig punktowy                    | Lotte Kopecky                                                                    | Anita Stenberg                                                                           | Jarmila Machačová                                                                              | [ 19 ] |
| Scratch                            | Clara Copponi                                                                    | Lani Wittevrongel                                                                        | Martina Fidanza                                                                                | [ 20 ] |
| Wyścig eliminacyjny                | Lotte Kopecky                                                                    | Lea Lin Teutenberg                                                                       | Jessica Roberts                                                                                | [ 21 ] |
| Madison                            | Francja Valentine Fortin · Marion Borras                                         | Belgia Katrijn De Clercq · Lotte Kopecky                                                 | Włochy Elisa Balsamo · Vittoria Guazzini                                                       | [ 22 ] |

## Tabela medalowa
*   Gospodarz ( Holandia)
| Miejsce | Reprezentacja   | Złoto | Srebro | Brąz | Razem |
| ------- | --------------- | ----- | ------ | ---- | ----- |
| 1       | Wielka Brytania | 6     | 6      | 2    | 14    |
| 2       | Niemcy          | 3     | 3      | 3    | 9     |
| 3       | Holandia*       | 3     | 1      | 2    | 6     |
| 4       | Francja         | 2     | 3      | 3    | 8     |
| 5       | Dania           | 2     | 2      | 3    | 7     |
| 6       | Belgia          | 2     | 2      | 2    | 6     |
| 7       | Włochy          | 2     | 0      | 4    | 6     |
| 8       | Norwegia        | 1     | 1      | 0    | 2     |
| 9       | Portugalia      | 1     | 0      | 0    | 1     |
| 10      | Polska          | 0     | 2      | 1    | 3     |
| 11      | Austria         | 0     | 1      | 0    | 1     |
| 11      | Hiszpania       | 0     | 1      | 0    | 1     |
| 13      | Izrael          | 0     | 0      | 1    | 1     |
| 13      | Czechy          | 0     | 0      | 1    | 1     |
| Razem   | Razem           | 22    | 22     | 22   | 66    |